# Крушовіца
Крушовіца (рум. Crușovița) — село у повіті Караш-Северін в Румунії. Входить до складу комуни Сікевіца.
Село розташоване на відстані 340 км на захід від Бухареста, 68 км на південь від Решиці, 128 км на південь від Тімішоари.

## Населення
За даними перепису населення 2002 року у селі проживали 106 осіб, з них 103 особи (97,2%) румунів. Рідною мовою 103 особи (97,2%) назвали румунську.